# Microrégion de Serrinha
 (février 2025).
Si vous disposez d'ouvrages ou d'articles de référence ou si vous connaissez des sites web de qualité traitant du thème abordé ici, merci de compléter l'article en donnant les références utiles à sa vérifiabilité et en les liant à la section « Notes et références ».
La microrégion de Serrinha est l'une des six microrégions qui subdivisent le nord-est de l'État de Bahia au Brésil.
Elle comporte 18 municipalités qui regroupaient 378 456 habitants en 2006 pour une superficie totale de 12 598 km2.

## Municipalités[1]
- Araci
- Barrocas
- Biritinga
- Candeal
- Capela do Alto Alegre
- Conceição do Coité
- Gavião
- Ichu
- Lamarão
- Nova Fátima
- Pé de Serra
- Retirolândia
- Riachão do Jacuípe
- Santaluz
- São Domingos
- Serrinha
- Teofilândia
- Valente